# فابيان هيرجيل
فابيان هيرجيل (بالألمانية: Fabian Hergesell)‏ هو لاعب كرة قدم ألماني في مركز الدفاع، ولد في 25 ديسمبر 1985 في ليفركوزن في ألمانيا. لعب مع باير 04 ليفركوزن وروت فايس أوبرهاوزن وفورتونا دوسلدورف ونادي بروسيا مونستر ونادي فيكتوريا كولن.

## وصلات خارجية
- الموقع الرسمي
- فابيان هيرجيل على موقع قاعدة بيانات كرة القدم.إي يو (الإنجليزية)
- فابيان هيرجيل على موقع بيانات كرة القدم. دي إي (الألمانية)
- فابيان هيرجيل على موقع عالم كرة القدم.نت (الإنجليزية)